# جان رادرفورد
جان رادرفورد (انگلیسی: John Rutherford؛ ۴ مارس ۱۹۰۷ – ۱۹۸۳) بازیکن فوتبال اهل بریتانیا بود.
از باشگاه‌هایی که در آن بازی کرده‌است می‌توان به باشگاه فوتبال آرسنال و باشگاه فوتبال وستهام یونایتد اشاره کرد.